# Daisuki
Singles de Yuki Uchida
Aishiteru
(1997) Heartbreak Sniper
(1998)
Daisuki – graphié Da.i.su.ki. sur la pochette –  est le huitième single de Yuki Uchida, sorti le 21 mai 1997 au Japon sur le label King Records, trois mois après son précédent single Aishiteru. Il atteint la 29e place du classement Oricon, et reste classé pendant trois semaines, se vendant à 25 000 exemplaires durant cette période.
Il est parfois considéré comme un single « double face A », contenant deux chansons principales et leurs versions instrumentales. La première, Da.i.su.ki., composée par Kaori Okui sur des paroles de Sumie Ohnishi, est utilisée comme thème musical pour une publicité pour la marque Calpis Water. La seconde, Uchida no Rock'n'Roll, également composée par Kaori Okui mais sur des paroles de Yuki Uchida, est utilisée comme thème musical pour une publicité pour la marque Shiseido. Les deux chansons figureront sur la compilation des singles d'Uchida Present qui sort en fin d'année, puis sur la compilation Uchida Yuki Perfect Best de 2010.

## Liste des titres
1. Da.i.su.ki.
2. Uchida no Rock'n'Roll
3. Da.i.su.ki. (Instrumental)
4. Uchida no Rock'n'Roll (Instrumental)